# Michele Angiolillo
Pour les articles homonymes, voir Angiolillo.

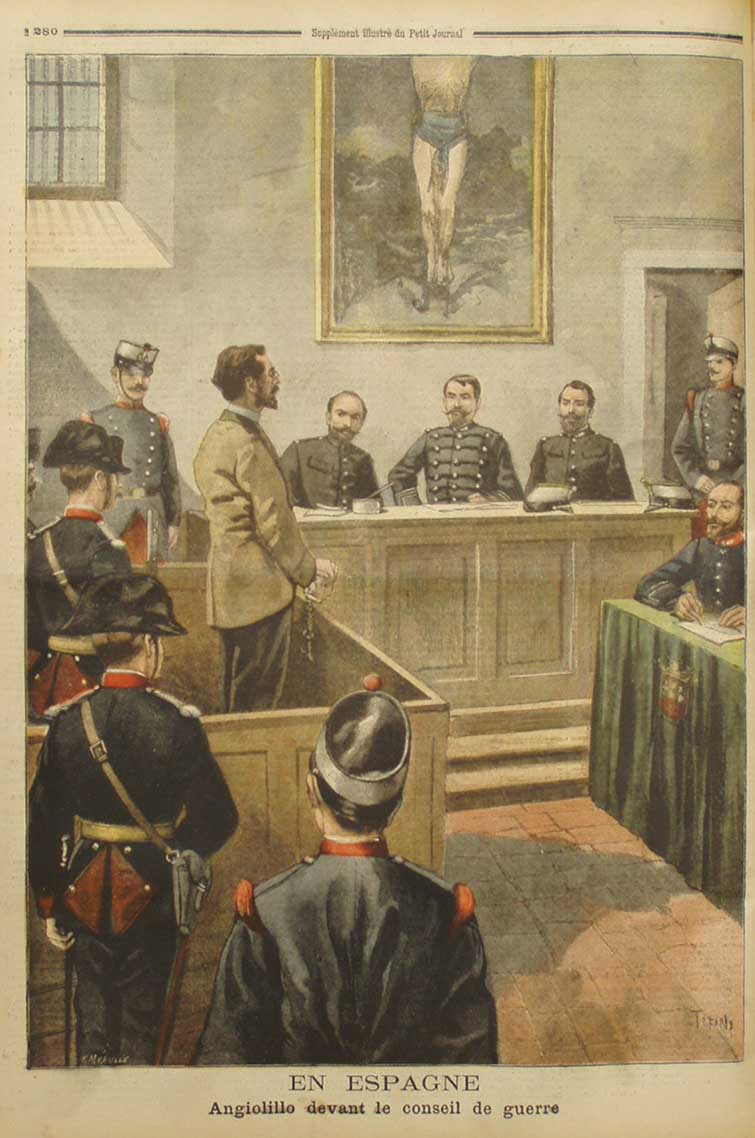
Angiolillo devant ses juges, Le Petit Journal.

Michele Angiolillo Lombardi dit José Sants ou Rinaldini, est un anarchiste illégaliste italien, né à Foggia le 5 juin 1871 et mort garroté le 20 août 1897 dans la prison de Bergara.

## Biographie
Le 8 août 1897, dans la station balnéaire de Santa-Agueda (Pays basque), Michele Angiolillo tue de quatre coups de révolver le président du Conseil espagnol, Antonio Cánovas del Castillo, responsable de la torture et de l'exécution des anarchistes à Montjuich (Barcelone), et se laisse arrêter. Jugé les 14 et 15 août, il est condamné à mort et exécuté au garrot vil le 20 août 1897, dans la prison de Vergara.

## Iconographie
- Flavio Costantini, Keep left : Malatesta et Angiolillo, 1978, en ligne.

## Notices
- Dictionnaire international des militants anarchistes : notice.
- L'Éphéméride anarchiste : notice.